# Садыр-хан
Сады́р-хан (кирг. ﺧﺎن ﺻﺎﺩﺭ, Садыр хан), также Эр-Сады́р (кирг. Эр Садыр), Сады́р-баты́р (кирг. Садыр баатыр); XVIII — 1780, Таласская долина) — киргизский государственный, политический и военный деятель. Выборный хан северо-киргизских племён в 1770-х годах. Один из главных участников войн с джунгарами и казахами, основатель города-крепости «Садыр-Коргон».

## Биография
Принимал участие в войне с джунгарами, в 1732 году наряду с другими феодалами как Эр-Солтоной, Жайыл-бий, Бердике-батыр, Итим-батыр, Болоткан-батыр, Атаке-бий, Сатыкей-батыр, Кошой-бий и Ныша-бием участвовал в походе на Кетмен-Тёбё. Позже, получив власть над племенами Правого крыла после смерти Жайыл-бия, провел ряд реформ, сменив конфедеративную форму власти на унитарную. Для закрепления своего господства в северного Кыргызстана основал свою собственную крепость «Садыр-Коргон», которая стояла на руинах древнего города Шельджи.

## Война с казахами
Принимал активное участие в столкновениях с казахскими племенами в 1760—1780 годах. Наносил поражения казахским войскам под командованием батыров Жапека, Абака и Барака. В 1760 организовал свой первый поход против казахов, подвергнув погрому кочевья дулатов и коныратов. Упоминается в трудах Бухар-жырау:

Удалой батыр Ерсадыр

Раз собрался, решился в поход.

Ввёл в сомненье свой славный род,

И нарушил непрочный мир.

И на сортов он налетел,

Их засыпал дождём из стрел.

И найманов разбил, и конратов,

Был он быстр, жесток и смел.

И найман рыдал и конрат,

Их аулы разбиты жестоко,

Много мёртвых ягнят и козлят,

Унесло селевым потоком.

На Аксу, и у Муздыбулака,

На Коксу, под Сайкалтереком.

Много тел несчастных казахов.

Унесло в бурлящие реки.

Подтверждая эти сведения, осенью 1764 года русский посланник Ш. Абзанов сообщал:
В нынешнем году киргис-кайсаки Большой и Средней орды разных родов кочевья свои имели близ китайской границы, подле разоренной Калмыцкой земли, по речке Иле, и от троекратного киргисцами нападения, кои находятся в подданстве у китайского хана, разбитые были, отчего пришли в разорение. И во время их разбития у них, киргис-кайсак, теми киргисцами увезено пленников многое число.
Из за превосходства войск Садыр-хана казахские султаны были вынуждены просить военной помощи у хана Абылая. В 1774 году организовал походы в земли Среднего жуза, разорив города Ташкент, Сузак, Шолаккорган и Сайрам.
Незадолго до 1779—1780 годов совершил еще один поход против казахов Среднего жуза и нанес им поражение в местности Кошогонун-Кёкжото. В 1780 году был разбит и пленен войсками Абылай-хана, при попытке сбежать из плена был убит вместе со своим сыном Доскулом. С согласия Абылай-хана родственники Садыр-хана забрали тела погибших и похоронили их в местности Уч-Коргон близ Таласа.